# Платия (Арголида)
Платия́ (греч. Πλατειά) — необитаемый остров в Греции. Расположен в 5 километрах к юго-западу от Кантии в восточной части залива Арголикос Эгейского моря. Площадь 1,8 квадратных километров. Относится к общине (диму) Нафплион в периферийной единице Арголида в периферии Пелопоннес. К западу находится остров Ромви, к юго-востоку — Ипсили.

## Сообщество Ирия
В местное сообщество Ирия входят три населённых пункта и острова Ипсили и Платия. Население 732 жителя по переписи 2011 года. Площадь 51,116 квадратных километров.
| Наименование    | Население (2011), человек |
| --------------- | ------------------------- |
| Ирия            | 453                       |
| Кантия          | 241                       |
| Кацииянеика     | 38                        |
| Платия (остров) | 0                         |
| Ипсили (остров) | 0                         |

## Население
| Год  | Население, человек |
| ---- | ------------------ |
| 1991 | 0                  |
| 2001 | 7                  |
| 2011 | ↘ 0                |